# Nagrada Katarina Patačić
Književna nagrada nosi ime po grofici Katarini Patačić iz Varaždina koja je živjela je na prijelazu iz 18. u 19. stoljeće i pisala poeziju. Nagradu "Katarina Patačić" je 2000. godine utemeljilo Varaždinsko književno društvo, na inicijativu njihova tadašnjeg predsjednika, književnika Tomislava Ribića. Nagrada "Katarina Patačić" se dodjeljuje jednom godišnje autoru najbolje knjige pisane kajkavskim jezičnim izričajem, objavljene u godini koja prethodi nagradi. U konkurenciju za nagradu prijavljuju se zbirke poezije, proze i eseja, te romani i drame, kao i knjige kombiniranih ili graničnih književnih vrsta. Zbornici i antologije ne mogu konkurirati.
Nakon utemeljenja 2000. godine organizaciju dodjele nagrade provodi Varaždinsko književno društvo, a od 2004. godine do danas u organizaciji sudjeluje i varaždinski ogranak Matice hrvatske.

## Dosadašnji dobitnici
- 2001.	Denis Peričić: Tetoverani čovek - (kajkavske pjesme 1992. – 1996., Kajkavsko spravišče, Zagreb, 2000.)
- 2002.	Vladimir Maleković: Bogomraki - (Ex libris, Zagreb, 2001.)
- 2003.	Boris Senker: Pinta Nova - (Disput, Zagreb, 2002.)
- 2004.	Ivica Jembrih: Na potu vu narkozu - (knjiga kajkavske pjesničke proze, Tonimir, Varaždinske Toplice, 2003.)
- 2005.	Željko Funda: Ljudeki - (kajkavski roman, vlastita naklada, 2004.)
- 2006.	Vladimir Korotaj: Quaero hominem (iliti) Iščem človeka - (kajkavske pjesme, VKD - Tonimir, 2005.)
- 2007.	Božica Pažur: Manutekstura - (suautorstvo: Daniel Načinović, Kajkavsko spravišče, Zagreb, 2006.)
- 2008.	Ivo Kalinski: Blindjerana pizza - (zbirka pjesničkih proza u knjizi "Cicirici i senjali", Kajkavsko spravišče, Zagreb, 2007.)
- 2009.	Stjepan Nino Škrabe: Idu svati - (knjiga dramskih tekstova, Hrvatskozagorsko književno društvo, Klanjec, 2008.)
- 2010.	Zvonko Kovač: Co, kaj? - (suautorstvo: Joško Božanić, Kajkavsko spravišče, Zagreb, 2009.)
- 2011.	Željka Skledar: Mam rada - (zbirka pjesama, Zavičajno ekološko društvo, Zaprešić, 2010.)
- 2012.	Darko Raškaj: Ljimbuš spat spravlja… - (zbirka poezije, vlastita naklada, Lobor, 2011.)[1]
- 2013.	Božica Brkan: Pevcov korak / Kajkavski osebušek za EU - (pjesnička zbirka, Acumen, Zagreb, 2012.)
- 2014.	Ernest Fišer: Macbeth na fajruntu - (kajkavske pjesme, Matica hrvatska, Zagreb, 2013.)[2]
- 2015.	Barica Pahić Grobenski: Kaj je naše pitanje i naš odgovor, naša duša i naša popievka - (zbirka kolumni, Tonimir, Varaždinske Toplice 2014.)[3]
- 2016.	Sanja Damjan: Podfutrani mesec - (zbirka pjesama, Baltazar, Koprivnica, 2015.)[4]
- 2017.	Božica Jelušić: Ftič kesnokrič - (zbirka pjesama, Tonimir, Varaždinske Toplice, 2016.)[5]
- 2018.	(1) Tomislav Ribić: Odhajanja - (zbirka kajkavskih pjesama, Modernist, Varaždin, 2017.)
- 2018. (2) Marko Gregur: Kak je zgorel presvetli Trombetassicz - (roman, Hena, Zagreb, 2017.)
- 2019.	Goran Gatalica: Odsečeni od svetla - (zbirka pjesama, Društvo hrvatskih književnika, Zagreb, 2018.)[6]
- 2020.	Mirna Weber: Gda z serca kapleju svetki - (zbirka pjesama, Tonimir, Varaždinske Toplice, 2019.)[7]
- 2021.	Đurđa Vukelić Rožić: Ifkica, moja lepa tratinčica - (kratke priče na kajkavskom narječju, vlastita naklada, Ivanić-Grad, 2020.)[8]
- 2022.	Darko Foder: Cvjetovi sreće / Ruaže sreče - (zbirka haiku pjesama, Varaždin, Mini-print-logo, 2021.)[9]
- 2023. Aleksandar Horvat: Meni je v Ludbregu lepo (zapisi o zavičaju, ljudima i događajima, CZKII "Dragutin Novak", Ludbreg, 2022.)[10]
- 2024. Zdenka Čavić: Vok je pojel Crvenkapo: Horvacka vu satire i šale (zbirka pjesama na kajkavskom, Mini-print-logo, Varaždin, 2023.)[11]